# .cg
.cg – domena internetowa przypisana do Konga. Została utworzona 14 stycznia 1997. Zarządza nią Interpoint Switzerland.